# Codi ATC D05
El  codi ATC D05, descrit com Medicaments contra la psoriasi, és una subgrup terapèutic de l'Anatomical, Therapeutic, Chemical Classification System (ATC). La classificació ATC és un sistema de codis alfanumèric desenvolupat per l'Organització Mundial de la Salut (OMS) per als fàrmacs i altres productes sanitaris. El subgrup D05 és part del grup anatòmic D Medicaments dermatològics.

Els codis per a ús veterinari (codis ATCvet) poden han estat creats afegint la lletra Q davant dels codis ATC humans: QD05... 
Les adaptacions estatals de la classificació ATC poden incloure codis addicionals no presents en aquesta llista, que segueix la versió de l'OMS.

## D05A Medicaments d'ús tòpic contra la psoriasi
D05A A Quitrans
D05A C Derivats de l'antracè
D05A D Psoralens d'ús tòpic
D05A X Altres medicaments d'ús tòpic contra la psoriasi

## D05B Medicaments d'ús sistèmic contra la psoriasi
D05B A Psoralens d'ús sistèmic
D05B B Retinoides para el tractament de la psoriasis
D05B X Altres medicaments d'ús sistèmic contra la psoriasi